# Az Oregon Ducks férfikosárlabda-csapata
Az Oregon Ducks férfikosárlabda-csapata a Pac-12 Conference tagjaként a National Collegiate Athletic Association I-es divíziójában képviseli az Oregoni Egyetemet. Hazai létesítményük a Matthew Knight Aréna, vezetőedzőjük Dana Altman.
Első NCAA-bajnokságukat 1939-ben nyerték Howard Hobson vezetőedző alatt.

## Története

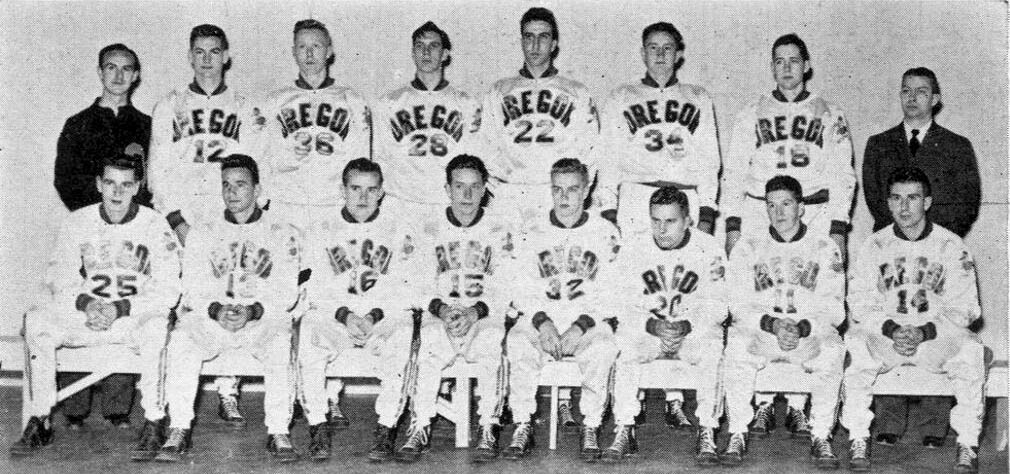
Az 1939-es csapat, az első, amely kijutott az NCAA-bajnokságra

### Kezdetek
Az 1902–03-as szezonban alakult csapat első vezetőedzője Charles Burden volt; a szezon mindkét mérkőzésén kikaptak. Első győztes mérkőzésük a 4–3-as eredménnyel záruló 1907-es szezonban volt. A férfikosárlabda- és az amerikaifutball-csapatok vezetőedzője ekkor Hugo Bezdek volt, aki később távozott, majd 1913 és 1917 között újra a Ducks edzője lett.
Bezdek távozását követően az edző William Hayward, az atlétikacsapat vezetőedzője lett, akit 1923-ban William Reinhart váltott; pályafutása alatt a csapat csak egyszer kapott ki.

### „A magas fenyők”
A csapat vezetőedzője 1935-ben Howard Hobson, az egyetem korábbi hallgatója lett. Támadó- és védőmódszerei addig ismeretlenek voltak, valamint ő javasolta az országban csak később bevezetett hárompontos dobás és a támadóidőt mérő óra bevezetését. 1939-ben elsőként megnyerték az NCAA kosárlabda-bajnokságát; L. H. Gregory újságíró a csapattagokat magasságuk miatt „a magas fenyőknek” nevezte. A szezon végén a Stanford Egyetem csapatától kikaptak, de két győzelmükkel a Pacific Coast Conference északi divíziójának bajnokai lettek.
A Texas Longhorns és az Oklahoma Sooners legyőzése után az Ohio State Buckeyes ellen megnyerték az NCAA országos bajnokságát.
Hobson 1947-ig maradt edző (az 1944–45-ös szezonban a pozíciót John Warren töltötte be).

### „Kamikazekölykök”
A következő hat évtized többségében kudarcokkal telt. 1947 és 1960 között Steve Belko vezetőedző alatt két NCAA-bajnokságra (1960 és 1961) jutottak ki. 1971-ben Dick Harter lett a vezetőedző, alatta a csapat (a Kamikazekölykök) sikeresebb lett; ők inspirálták a McArthur Sportpálya megfélemlítő légkörét. Harter alatt a csapat három NIT-bajnokságon vett részt.
Harternek egy vesztes szezonja (az első) volt. 1978-as távozását követően öt egymásutáni vesztes szezont zártak. Utódja, Jerry Green alatt elértek néhány sikert (kijutottak az 1995-ös NCAA-tornára), de eredményük a következő két évtizedben középszerű maradt.

### Ernie Kent-éra
Green utódja 1997-ben korábbi játékosa, az egyik „Kamikazekölyök”, a gyors játéktempójáról ismert Ernie Kent lett. Harmadik szezonjában a csapat kijutott az NCAA-bajnokságra, 2002-ben pedig 1945 óta első konferenciabajnokságukon vettek részt. 2003-ban Luke Ridnour elnyerte a konferencia Év játékosa díját.
2004-ben a NIT, 2007-ben pedig az NCAA bajnokságára jutottak ki.
Kentet, a Pac-10 Conference leghosszabb ideig pozícióban lévő és legtöbb győzelmet elérő edzőjét a csapat gyenge eredményei miatt 2010. március 15-én kirúgták.

### Dana Altman-éra
2010 áprilisában a csapat edzője Dana Altman lett. Első szezonjában a csapat kijutott a CBI-, majd a 2012–13-as szezonban az NCAA-bajnokságra, emellett megnyerték a 2015–16-os tornát. Altman négy éven belül háromszor lett az év edzője.

## Létesítmények

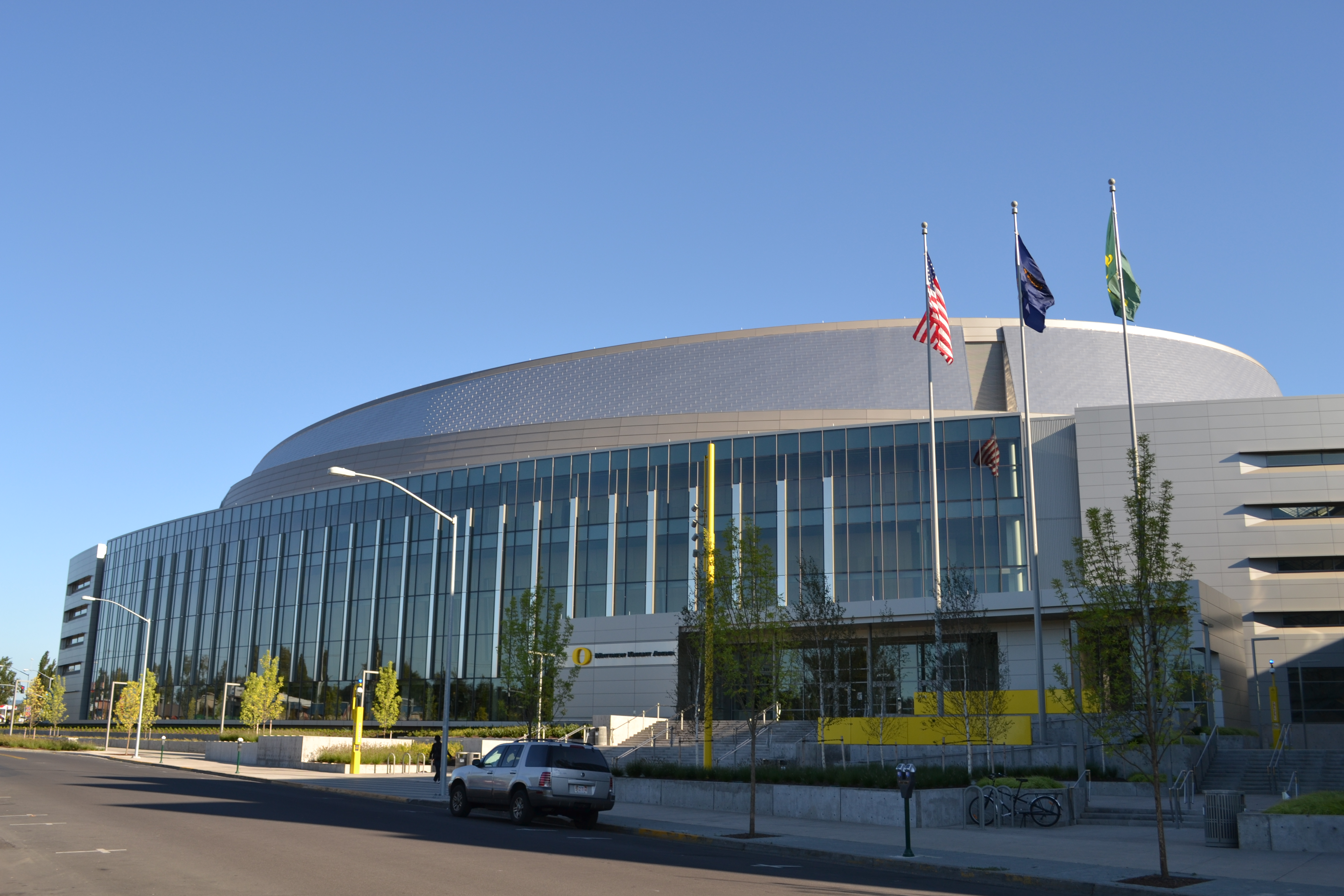
Matthew Knight Aréna

A Clifton N. McArthur hallgatói ügyekért felelős igazgatóról elnevezett McArthur Sportpálya 1926-ban nyílt meg, az első kosárlabdamérkőzést 1927. január 14-én játszották a Willamette Bearcats ellen. A „Pit Crew” szurkulói csoport ütemes taposással képes vol arra, hogy a labdát rezegtesse.
2009-ben átadták a TVA Architects által a McArthur pálya kiváltására tervezett, 227 millió dolláros Matthew Knight Arénát, melynek névadója Phil Knight 2004-ben búvárkodás közben megfulladt fia. A központi helyről elérhető arénát számos kritika érte a költségek és a finanszírozás miatt. A keményfapadlós beltéri pálya névadója Patrick Kilkenny atlétikai igazgató. Tinker Hatfield tervei alapján a „magas fenyők” becenevű egykori csapatra utalva a pálya szélén fák sziluettje jelenik meg. A nyitómérkőzést 2011. január 13-án játszották a USC Trojans ellen.

## Díjak és kitüntetések

### Országos díjak
Lute Olson-díj
- Payton Pritchard (2020)

Bob Cousy-díj
- Payton Pritchard (2020)

Jerry West-díj
- Chris Duarte (2021)

Jim Phelan-díj
- Dana Altman (2013)

### Konferenciadíjak
Pac-12 Év játékosa
- Ron Lee (1973–75)
- Terrell Brandon (1990–91)
- Luke Ridnour (2002–03)
- Joe Young (2014–15)
- Dillon Brooks (2016–17)
- Payton Pritchard (2019–20)

Pac-12 Év védője
- Jordan Bell (2016–17)

Pac-12 Év új játékosa
- Luke Ridnour (2000–01)

Pac-12 Bajnokság kiválósága
- Luke Ridnour (2003)
- Tajuan Porter (2007)
- Johnathan Loyd (2013)
- Elgin Cook (2016)
- Payton Pritchard (2019)

Pac-12 Év edzője
- Dick Harter (1976–77)
- Ernie Kent (2001–02)
- Dana Altman (2012–13, 2014–15, 2015–16)

### All-America
Az NCAA partnereinek döntése alapján az alábbi játékosok nyerték el az All-America kitüntetést:
- Edwin Durno (Helms Athletic Foundation, 1921)
- Hugh Latham (Helms Athletic Foundation, 1924)
- Algot Westergren (Helms Athletic Foundation, 1926)
- Slim Wintermute (Converse, 1938; Helms, Converse, 1939)
- Laddie Gale (Helms, 1939)
- Bobby Anet (Converse, 1939)
- John H. Dick (Helms, Converse, Madison Street Garden, 1940
- Vic Townsend (Converse, 1941)
- Wally Borrevik (Converse, 1944)
- Ron Lee (AP, NABC, UPI, 1975, 1976)
- Greg Ballard (USBWA, NABC, 1977)
- Luke Ridnour (The Sporting News, 2003)
- Luke Jackson (AP, NABC, Sporting News, 2007)
- Aaron Brooks (AP, Sporting News, 2013)
- Joe Young (Sporting News, 2015)
- Dillon Brooks (Sporting News, 2016; AP, USBWA, NABC, Sporting News, 2017)
- Payton Pritchard (AP, USBWA, NABC, Sporting News, 2020)
- Chris Duarte (AP, USBWA, 2021)

## Bajnokságok

### NCAA
A csapat 17 NCAA-bajnokságon vett részt.
| Év   | Csoport | Kör                                                          | Ellenfél                                                                                  | Eredmény                      |
| ---- | ------- | ------------------------------------------------------------ | ----------------------------------------------------------------------------------------- | ----------------------------- |
| 1939 | –       | Elite Eight Final Four Bajnokság                             | Texas Longhorns Oklahoma Sooners Ohio State Buckeyes                                      | 56–41 55–37 46–33             |
| 1945 | –       | Elite Eight Regionális 3. hely                               | Arkansas Razorbacks Utah Utes                                                             | 76–79 69–66                   |
| 1960 | –       | Round of 25 Sweet Sixteen Elite Eight                        | New Mexico State Aggies Utah Utes California Golden Bears                                 | 68–60 65–54 49–70             |
| 1961 | –       | Round of 24                                                  | USC Trojans                                                                               | 79–81                         |
| 1995 | 6W      | Round of 64                                                  | Texas Longhorns                                                                           | 73–90                         |
| 2000 | 7E      | Round of 64                                                  | Seton Hall Pirates                                                                        | 71–72                         |
| 2002 | 2M      | Round of 64 Round of 32 Sweet Sixteen Elite Eight            | Montana Grizzlies Wake Forest Demon Beacons Texas Longhorns Kansas Jayhawks               | 81–62 92–87 72–70 86–104      |
| 2003 | 8M      | Round of 64                                                  | Utah Utes                                                                                 | 58–60                         |
| 2007 | 3M      | Round of 64 Round of 32 Sweet Sixteen Elite Eight            | Miami RedHawks Winthrop Eagles UNLV Rebels Florida Gators                                 | 58–56 75–61 76–72 77–85       |
| 2008 | 9S      | Round of 64                                                  | Mississippi State Bulldogs                                                                | 69–76                         |
| 2013 | 12M     | Round of 64 Round of 32 Sweet Sixteen                        | Oklahoma State Cowboys Saint Louis Billikens Louisville Cardinals                         | 68–55 74–57 69–77             |
| 2014 | 7W      | Round of 64 Round of 32                                      | BYU Cougars Wisconsin Badgers                                                             | 87–68 77–85                   |
| 2015 | 8W      | Round of 64 Round of 32                                      | Oklahoma State Cowboys Wisconsin Badgers                                                  | 79–73 65–72                   |
| 2016 | 1W      | Round of 64 Round of 32 Sweet Sixteen Elite Eight            | Holy Cross Crusaders Saint Joseph’s Hawks Duke Blue Devils Oklahoma Sooners               | 91–52 69–64 82–68 68–80       |
| 2017 | 3M      | Round of 64 Round of 32 Sweet Sixteen Elite Eight Final Four | Iona Gaels Rhode Island Rams Michigan Wolverines Kansas Jayhawks North Carolina Tar Heels | 93–77 75–72 69–68 74–60 76–77 |
| 2019 | 12S     | Round of 64 Round of 32 Sweet Sixteen                        | Wisconsin Badgers UC Irvine Anteaters Virginia Cavaliers                                  | 72–54 73–54 49–53             |
| 2021 | 7W      | Round of 64 Round of 32 Sweet Sixteen                        | VCU Rams Iowa Hawkeyes USC Trojans                                                        | – 95–80 68–82                 |

### NIT
A csapat 13 National Invitation Tournamenten vett részt.
| Év   | Kör                                             | Ellenfél                                                                                               | Eredmény                       |
| ---- | ----------------------------------------------- | --- | ------------------------------ |
| 1975 | Első Negyeddöntő Elődöntő Harmadik hely         | Saint Peter’s Peacocks Oral Roberts Golden Eagles Princeton Tigers St. John’s Red Storm                | 85–79 65–59 57–58 80–76        |
| 1976 | Negyeddöntő                                     | Charlotte 49ers                                                                                        | 72–79                          |
| 1977 | Első Negyeddöntő                                | Oral Roberts Golden Eagles St. Bonaventure Bonnies                                                     | 90–89 73–76                    |
| 1984 | Első                                            | Santa Clara Broncos                                                                                    | 53–66                          |
| 1988 | Első Második                                    | Santa Clara Broncos New Mexico Lobos                                                                   | 81–65 59–78                    |
| 1990 | Első                                            | New Mexico Lobos                                                                                       | 78–89                          |
| 1997 | Első                                            | Hawaii Rainbow Warriors                                                                                | 61–71                          |
| 1999 | Első Második Negyeddöntő Elődöntő Harmadik hely | Georgia Tech Yellow Jackets Wyoming Cowboys TCU Horned Frogs California Golden Bears Xavier Musketeers | 67–64 93–72 77–68 69–85 75–106 |
| 2004 | Első Második Negyeddöntő Elődöntő               | Colorado Buffaloes George Mason Patriots Notre Dame Fighting Irish Michigan Wolverines                 | 77–72 68–54 65–61 53–78        |
| 2012 | Első Második Negyeddöntő                        | LSU Tigers Iowa Hawkeyes Washington Huskies                                                            | 96–74 108–97 86–90             |
| 2018 | Első Második                                    | Rider Broncs Marquette Golden Eagles                                                                   | 99–86 92–101                   |
| 2022 | Első Második                                    | Utah Aggies Texas A&M Aggies                                                                           | 83–72 60–75                    |
| 2023 | Első Második Negyeddöntő                        | UC Irvine Anteaters UCF Knights Wisconsin Badgers                                                      | 84–58 68–54 58–61              |

### CBI
A csapat egy College Basketball Invitationalen vett részt.
| Év   | Kör                                                  | Ellenfél                                                                   | Eredmény                            |
| ---- | ---------------------------------------------------- | -------------------------------------------------------------------------- | ----------------------------------- |
| 2011 | Első Negyeddöntő Elődöntő 1. döntő 2. döntő 3. döntő | Weber State Wildcats Duquesne Dukes Boise State Broncos Creighton Bluejays | 68–59 77–75 79–71 76–84 71–58 71–69 |

### Eredmények
A táblázatban a konferenciabajnokságok és az azokon kívüli mérkőzések eredményei is szerepelnek.
| Ellenfél                 | Győzelem | Vereség | Arány |
| ------------------------ | -------- | ------- | ----- |
| Arizona Wildcats         | 37       | 54      | .407  |
| Arizona State Sun Devils | 49       | 47      | .510  |
| California Golden Bears  | 69       | 85      | .448  |
| Colorado Buffaloes       | 12       | 17      | .414  |
| Oregon State Beavers     | 170      | 192     | .470  |
| Stanford Cardinal        | 58       | 96      | .377  |
| UCLA Bruins              | 41       | 93      | .306  |
| USC Trojans              | 62       | 68      | .477  |
| Utah Utes                | 30       | 11      | .732  |
| Washington Huskies       | 122      | 192     | .389  |
| Washington State Cougars | 176      | 125     | .585  |

## NBA-játékosválogatók
Az alábbi játékosok kerültek be valamely profi csapatba:
| Játékos              | Év   | Csapat              |
| -------------------- | ---- | ------------------- |
| Eugene Omoruyi       | 2021 | Jelölés visszavonva |
| Chris Duarte         | 2021 | Indiana Pacers      |
| Payton Pritchard     | 2020 | Boston Celtics      |
| Ehab Amin            | 2019 | Jelölés visszavonva |
| Louis King           | 2019 | Jelölés visszavonva |
| Kenny Wooten         | 2019 | Jelölés visszavonva |
| Bol Bol              | 2019 | Miami Heat          |
| Jamil Wilson         | 2018 | Jelölés visszavonva |
| Troy Brown Jr.       | 2018 | Washington Wizards  |
| Chris Boucher        | 2017 | Jelölés visszavonva |
| Dillon Brooks        | 2017 | Houston Rockets     |
| Tyler Dorsey         | 2017 | Atlanta Hawks       |
| Jordan Bell          | 2017 | Chicago Bulls       |
| Elgin Cook           | 2016 | Jelölés visszavonva |
| Joe Young            | 2015 | Indiana Pacers      |
| Roman Sorkin         | 2014 | Jelölés visszavonva |
| E. J. Singler        | 2013 | Jelölés visszavonva |
| Arsalan Kazemi       | 2013 | Washington Wizards  |
| Tajuan Porter        | 2011 | Jelölés visszavonva |
| Malik Hairston       | 2008 | Phoenix Suns        |
| Maarty Leunen        | 2008 | Houston Rockets     |
| Bryce Taylor         | 2008 | Jelölés visszavonva |
| Aaron Brooks         | 2007 | Houston Rockets     |
| Luke Jackson         | 2004 | Cleveland Cavaliers |
| Luke Ridnour         | 2003 | Seattle SuperSonics |
| Fred Jones           | 2002 | Indiana Pacers      |
| Chris Christoffersen | 2002 | Jelölés visszavonva |
| Bryan Bracey         | 2001 | San Antonio Spurs   |
| Terrell Brandon      | 1991 | Cleveland Cavaliers |
| Blair Rasmussen      | 1985 | Denver Nuggets      |
| Greg Ballard         | 1977 | Washington Bullets  |

## Fordítás
- Ez a szócikk részben vagy egészben  az   Oregon Ducks men's basketball című angol Wikipédia-szócikk ezen változatának fordításán alapul.  Az eredeti cikk szerkesztőit annak laptörténete sorolja fel. Ez a jelzés csupán a megfogalmazás eredetét és a szerzői jogokat jelzi, nem szolgál a cikkben szereplő információk forrásmegjelöléseként.